# Domingo Rivas
Domingo Rivas (nascido em 1933) é um ex-ciclista venezuelano que competia em provas de ciclismo de estrada. Foi um dos atletas a representar o seu país nos Jogos Olímpicos de 1956, em Melbourne.